# 張元勳
張元勳（？—1591年），字世臣，浙江承宣布政使司台州府太平縣（今浙江省溫嶺縣）人，
世職担任海門衞新河所百戶，跟随戚繼光抵禦倭寇進犯，后攻破橫嶼等地，晉升署都指揮僉事，任福建游擊將軍。隆慶初年，攻破福安，改任南路參將。之後跟隨李錫攻破曾一本，進副總兵。隆慶五年，升任署都督僉事，代替郭成擔任廣東總兵官，平定惠州、廣州等地民變。晉升署都督同知，世廕百戶。最後陸續平定廣東各地倭寇，后晉升中軍都督府右都督，改廕錦衣，因病辭職歸鄉，死於家中。

## 延伸阅读
[在维基数据编辑]
 《明史卷二百一十二》，出自《明史》